# 3-羟基戊酸
3-羟基戊酸，又稱β-羥基戊酸，是一种五碳酮体。它由肝脏中的奇数碳链脂肪酸产生，可以迅速进入大脑。与四碳酮体相反，3-羟基戊酸可以发生回补反应，即可以补充三羧酸循环的中间产物。临床上，三庚酸甘油脂可以用来生产3-羟基戊酸。